# Durango
Durango este unul din cele 31 de state federale ale Mexicului. Capitala statului este orașul omonim, cunoscut oficial ca Victoria de Durango.

## Personalități
- Francisco "Pancho" Villa
- Dolores Del Rio
- Guadalupe Victoria
- Marlene Favela
- Familia Revueltas Sánchez